# Nudismo en Alemania

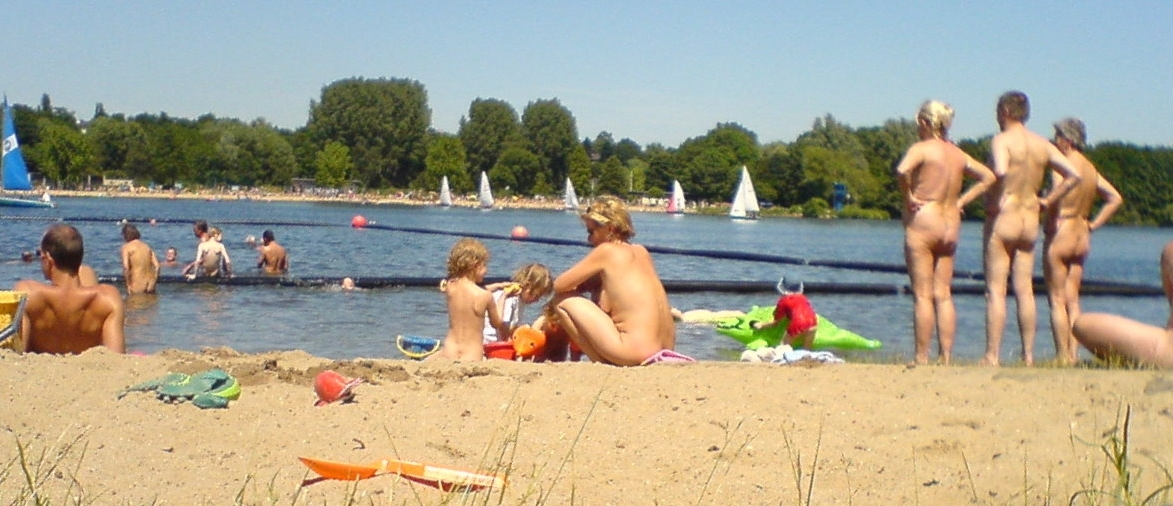
Área de recreación pública comunitaria FKK en el lago Unterbach; Strandbad Süd, Düsseldorf-Unterbach, Alemania.

El nudismo en Alemania, también conocido como naturismo, es un movimiento cultural y social que practica, promueve y defiende la desnudez social en privado y en público. Tiene especial fuerza en Alemania, donde se le conoce con el nombre de Freikörperkultur (FKK). Se refiere a un estilo de vida basado en el nudismo personal, familiar y/o social en un entorno "al aire libre". El naturismo surgió del movimiento alemán Lebensreform y del movimiento juvenil Wandervogel de 1896, y ha sido adoptado en muchos países europeos vecinos y llevado por la diáspora alemana a América del Norte y otros continentes.
En 1974, la Federación Naturista Internacional (INF) definió el naturismo como:

El naturismo es un estilo de vida en armonía con la naturaleza, expresado a través de la desnudez personal y social, y caracterizado por el respeto a las personas con opiniones diferentes y al medio ambiente.

## Historia

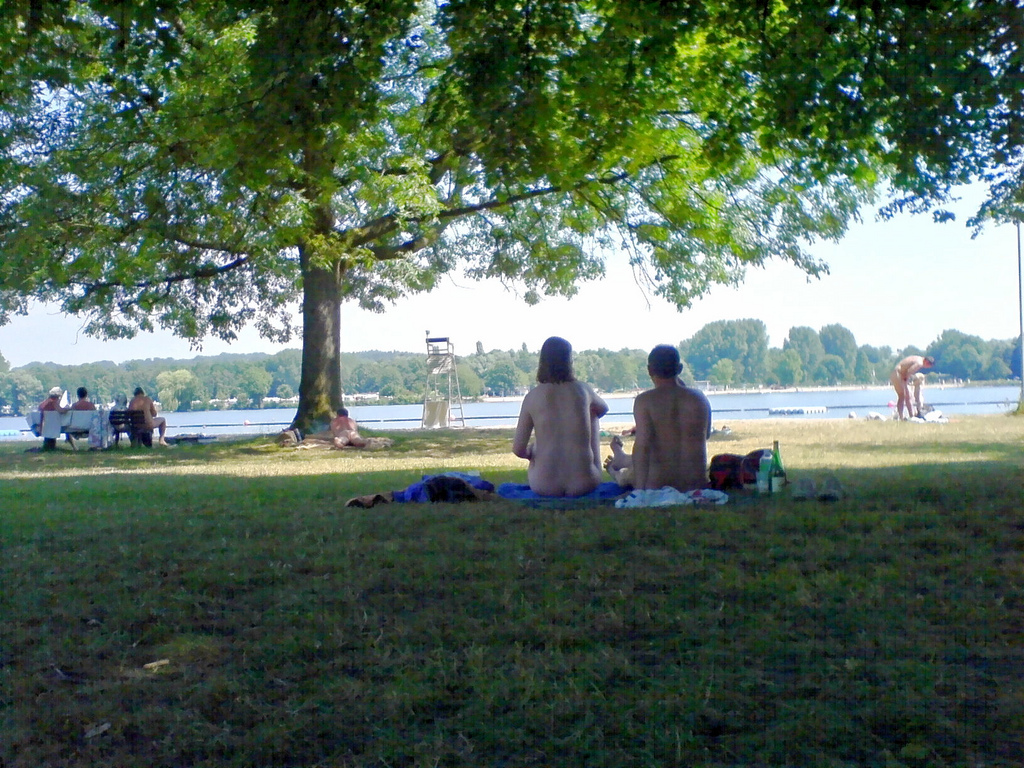
Zona pública de recreo naturista en el lago Unterbach.

En Alemania, a finales del siglo XIX, la idea de quitarse toda la ropa en un en torno al aire libre para liberarse era revolucionaria. El naturismo alemán (Freikörperkultur, FKK) formaba parte del movimiento Lebensreform y del movimiento juvenil Wandervogel de 1896, de Steglitz, Berlín, que promovía ideas de fitness y vigor. Al mismo tiempo, los médicos del movimiento de curación natural utilizaban la helioterapia, tratando enfermedades como la tuberculosis, el raquitismo, el reumatismo y la escrófula con exposición al sol.
A principios del siglo XX, el movimiento naturista alemán miró a Escandinavia como modelo. El término "cultura nudista" (Nacktkultur) se refiere a una red de más de 200 asociaciones o clubes en Alemania que promueven la recreación nudista como una forma de conectar al individuo con la naturaleza. El término fue acuñado en 1902 por Heinrich Pudor, quien publicó un tratado de tres volúmenes en 1906 que conectaba el nudismo, el vegetarianismo y la reforma social. Sin embargo, sus raíces podrían remontarse a la década de 1870. Sus principales promotores fueron Karl Wilhelm Diefenbach, Richard Ungewitter, Heinrich Pudor, Hans Surén y Adolf Koch. Alemania publicó la primera revista sobre nudismo entre 1902 y 1932. El movimiento naturista alemán tuvo cuidado de deserotizar el cuerpo desnudo, que no se consideraba sexualmente provocativo en sí mismo. En cambio, se creía que la civilización nos había enseñado a considerar la desnudez como algo sexual.
El movimiento naturista se estableció bien en Alemania a partir de la década de 1920 en adelante, más que en cualquier otro país. Se lo presentaba como un método que brindaba salud y también ganó prominencia por sus ideales utópicos. Fue politizado por socialistas radicales que creían que conduciría a una ruptura de la sociedad y a la falta de clases. Se asoció con el pacifismo. En 1926, Adolf Koch estableció una Escuela de Cultura Física donde se hacían ejercicios mixtos desnudos, incluidos ejercicios al aire libre y otros regímenes de aptitud física al aire libre, como parte de un programa de "higiene física". En 1929, la escuela de Berlín albergó el primer Congreso Internacional sobre Desnudez.
El movimiento naturista en Alemania también consideraba que la desnudez servía a los objetivos de la "higiene racial" y la eugenesia. Durante la era de la Gleichschaltung nacionalsocialista, el naturismo se benefició del reconocimiento y patrocinio oficiales por sus beneficios para la salud y fue perseguido mientras los funcionarios discutían sobre el concepto de la cultura del desnudo (Nacktkultur). En marzo de 1933, el ministro del Interior prusiano, Hermann Göring, aprobó leyes que limitaban el nudismo mixto, como reacción a lo que consideraba la creciente inmoralidad del estado de Weimar. En enero de 1934, el Reichmeister para el Interior, Wilhelm Frick, aprobó edictos que restringían el naturismo debido al temor de que fuera un caldo de cultivo para marxistas y homosexuales.
Sin embargo, la prohibición no significó el fin del nudismo, ya que contaba con cierto apoyo de los líderes de la SS. La prohibición del Reichmeister Frick duró un mes. Al cabo de un año, el nudismo se practicaba de nuevo con pleno apoyo estatal. Las reglas finalmente se suavizaron en julio de 1942. Sin embargo, todos los clubes de naturismo tenían que registrarse en Kraft durch Freude, lo que significaba excluir a judíos y comunistas. Además, tenían que mantener todas las actividades bien alejadas en el campo para que prácticamente no hubiera posibilidad de ser vistos por otros.

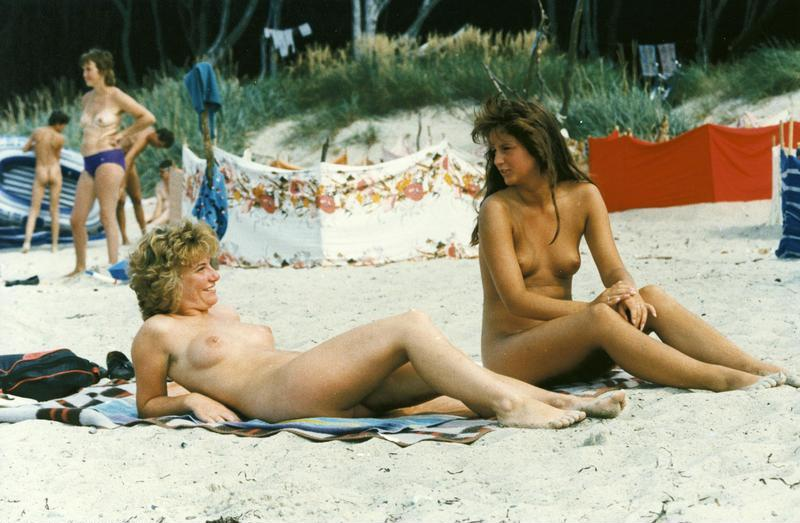
Jóvenes de Alemania del Este en una playa nudista en 1988.

Después de la guerra, los alemanes del Este tenían libertad para practicar el nudismo, principalmente en playas en lugar de clubes (las organizaciones privadas eran consideradas potencialmente subversivas por el gobierno). Los nudistas se convirtieron en un elemento importante en la política de izquierdas alemana. La subsección Proletarische Freikörperkulturbewegung de la Organización de Deportes Obreros contaba con 60 000 miembros. La popularidad del naturismo en Alemania del Este se debió también en parte al hecho de que la religión desempeñaba un papel menos importante en esa sociedad. Después de la reunificación alemana, la población predominantemente católica de Polonia se opuso al naturismo en las playas del mar Báltico en la frontera germano-polaca.
En Alemania Occidental, y hoy en día, Alemania unida, hay muchos clubes, parques y playas abiertos a los naturistas. Sin embargo, desde la reunificación, el nudismo se ha vuelto menos común en la antigua zona oriental. Pasar las vacaciones en la Francia mediterránea en el gran complejo turístico de Cap d'Agde también se hizo popular entre los alemanes cuando se inauguró a finales de la década de 1960, y los alemanes suelen ser los extranjeros más vistos en las playas nudistas de toda Europa.

## Instalaciones
En Alemania existen unas 147 sociedades naturistas/FKK que forman parte de la Deutscher Verband für Freikörperkultur ("Asociación Alemana para la Cultura del Cuerpo Libre"), con otras 14 sociedades afiliadas en Kärnten, Austria, junto con una plétora de playas oficiales y zonas FKK en parques urbanos. Por ejemplo, el Jardín Inglés de Múnich tiene dos grandes áreas a orillas del Eisbach, entre el centro de la ciudad y la universidad.

### Nacktwandern
Las caminatas nudistas organizadas por el campo abierto son una actividad recreativa naturista popular en Alemania, llamada Nacktwandern.